# Albert Dauzat
Pour les articles homonymes, voir Dauzat.
Albert Dauzat, né le 4 juillet 1877 à Guéret et mort le 31 octobre 1955 à Paris, est un linguiste français.

## Biographie
Albert Dauzat fait ses études secondaires à Auxerre et au Lycée Marceau de Chartres où il a Romain Coolus comme professeur de philosophie. Il étudie le droit et les lettres à la Sorbonne et soutient sa thèse ès lettres avec un Essai de méthodologie linguistique dans le domaine des langues et des patois romans (1906). Il poursuit ses recherches à l'École pratique des hautes études dont il est nommé professeur associé en 1913, puis directeur d'études en 1921.
Dauzat ne publie pas en toponymie avant l’âge de 49 ans.  Ses travaux d'onomastique, quoique vieillis, font toujours autorité[réf. nécessaire] et ont été salués par l'historien Lucien Febvre. Ses ouvrages sont considérés comme pionniers pour la France dans le domaine de l'anthroponymie, de la toponymie et de la phonologie diachronique. 
En 1926, Dauzat publie Les noms de lieux, origine et évolution ; villes et villages, pays, cours d'eau, montagnes, lieuxdits. Il y affirme que la plupart des noms des villages français remontent à l'époque gallo-romaine ou franque. Il y affirme aussi que les noms de lieux ont été formés par la langue parlée et se sont transformés suivant des lois phonétiques[réf. nécessaire]. 
En 1938, son Dictionnaire étymologique de la langue française privilégie une étymologie traditionnelle (« étymologie-origine ») et phonétique. Il s'oppose à l’étymologie moderne (« étymologie-histoire ») et sémantique (les expressions « étymologie-origine » et « étymologie-histoire » sont à la page 239). Ce dictionnaire privilégie une étymologie latinisante et non une étymologie proto-romane. 
En 1939, il publie La Toponymie française, manuel de référence pour les chercheurs des décennies suivantes, selon l'universitaire Xavier Gouvert. 
Le prix Albert-Dauzat est attribué par la Société française d'onomastique tous les deux ans pour récompenser un travail de toponymie ou d'anthroponymie relatif aux pays francophones.
Il fonde en 1933 la revue de linguistique Le Français moderne et en 1947 Onomastica, remplacée de 1949 à 1977 par la Revue internationale d'onomastique.
Il dirige une chronique de toponymie, dans la Revue des études anciennes à partir de 1932. Il organise et préside les deux premiers congrès internationaux de toponymie et anthroponymie en 1938 et 1947. En 1939, il initie le chantier national du Nouvel atlas linguistique de la France par régions.
En 1946, il est chargé de la chronique grammaticale bimensuelle du journal Le Monde, intitulée La Défense de la Langue française.
Il meurt le 31 octobre 1955, au 2 rue François-Coppée, dans le 15e arrondissement de Paris (et non à Alger). Il est inhumé auprès de son épouse et de son père dans la 12e division du cimetière communal Gabriel Péri à Colombes (Hauts-de-Seine).
Il est le grand-oncle du traducteur et essayiste Pierre-Emmanuel Dauzat (né en 1958). 

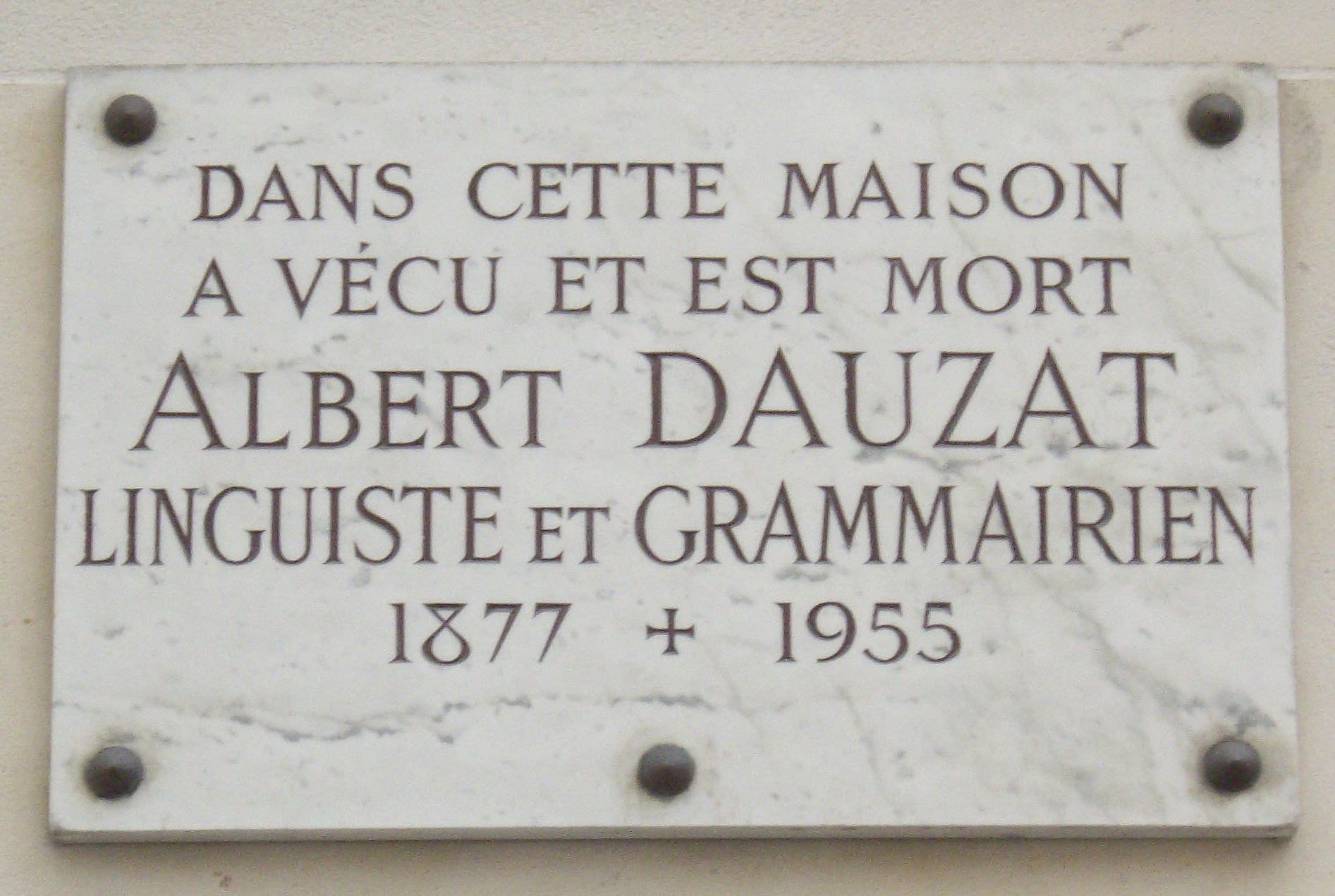
Plaque Albert Dauzat
2, rue François-Coppée, Paris 15

## Réception critique
En 1935, le linguiste Antoine Meillet critique l'ouvrage d'Albert Dauzat « Où en sont les études de français ? » ;  il note des vues partielles, des analyses laborieuses, l'absence d’argumentations théoriques et un éclectisme sans cohésion.
En 1973, l'universitaire Max Pfister remarque que pour Dauzat. les Francs saliens seraient les ancêtres des Hollandais et des Flamands, installés en Gaule avec Clovis, alors que les Francs rhénans se seraient installés en Lorraine. Pour Pfister, ces différences entre fondations saliennes et ripuaires ne seraient prouvées ni par les historiens ni par les linguistes.
En 1981, l'universitaire William Robert Caljouw juge imprudente. sinon erronée, l'affirmation de Dauzat que « De tous les apports germaniques en toponymie, noms de personne à part, le contingent le plus important a été fourni par les Northmans..» dans son livre de 1926 Les Noms de lieux : origine et évolution (page 127). Il est souvent difficile de distinguer un apport des Northmans parmi d'autres apports germaniques, et en plus, ils avaient le petit territoire concerné en comparaison aux Francs. Caljouw relève d'autre citations fautives, selon lui, visant à minimiser l'importance de l'apport germanique en toponymie française.
En 1998, l'universitaire Alain Ferdière pense que l'histoire et la carte de l'occupation du sol de la Gaule ne peut s'écrire à partir de la toponymie, que la toponymie ne peut pas guider les recherches des sites d'occupation rurale. Il adresse ainsi une critique à Dauzat entre autres. S'opposant à Dauzat, Ferdière donne au suffixe -acum le sens général de « lieu de » (non pas de « propriété de ») et pense que la première partie du mot est loin d'être toujours un anthroponyme. Il relève aussi des erreurs de datation ; les formations des toponymes seraient en réalité souvent plus récentes.
En 2000, l'universitaire Gilles Siouffi pense que le livre Génie de la langue française d'Albert Dauzat reconduit sans distance des présupposés, des stéréotypes, des discours tout faits sur le français . 
En 2001, Xavier Delamarre, étymologiste spécialiste de la langue gauloise, émet une sérieuse critique sur Ernest Nègre et Dauzat : « E. Nègre, toponymiste qui, comme Dauzat, ne connaît pas la grammaire comparée ». Dans ce passage, il reproche à E. Nègre d'avoir listé le nom de la rivière Drôme (d'origine gauloise d'après Delamarre) dans le chapitre « préceltique ». Il avait d'ailleurs prévenu dans l'introduction (page 10, note 4) : « Que A. Dauzat, dans son Dictionnaire étymologique des noms de lieux de France voie dans Condate, Brigantium (> Briançon), Arelate (> Arles), Arausio (> Orange), ou E. Nègre dans Abona (> Avon) des toponymes pré-celtiques jette un doute grave sur la capacité de ces deux auteurs à analyser les noms de lieux. Une tendance extrême est fournie par Rostaing dans son Essai de toponymie de la Provence (pp 23-24). qui reconstruit en masse des bases pré-indo-européennes trilitères (*KaR-, *KaL-, KxR-, PeN-, etc.) à sens général. C'est là un recul grave de la linguistique pas moins dommageable que la pseudoscience des nostracistes ou d'auteurs comme Merritt Ruhlen ou Joseph Greenberg, qui apparentent sans difficulté toutes les langues de la planète grâce à leurs « étymologies-racines ». Il faut s'en tenir, pour la toponymie insulaire [îles britanniques] comme pour la continentale, à la règle de bon sens énoncée par Rivet et Smith : « we have no right to suppose derivation from a non-Celtic element until all else has failed (nous n'avons aucun droit de supposer une dérivation à partir d'un élément non celtique jusqu’à ce que tout le reste ait échoué) / (RS 317) ».
En 2001, l'universitaire Elisabeth Zadora-Rio voit un divorce de l'archéologie et de la toponymie et écrit : « Contrairement à ce que pensait Dauzat, les toponymes (...) ne peuvent être envisagés comme un ensemble de couches superposées ; ils constituent un système en évolution constante, dans lequel les éléments anciens sont en permanence réactualisés, recomposés et transformés. ».
En 2008, selon le linguiste Jean-Pierre Chambon (cité par l'universitaire Xavier Gouvert), l'œuvre toponymique de Dauzat se caractérise par certains défauts récurrents qui se retrouvent également souvent dans la toponymie française contemporaine, parmi lesquels il distingue notamment une inversion du rapport analyse-synthèse (Dauzat effectuant souvent la synthèse avant l'analyse) ; une promptitude à passer outre à la discussion et l'argumentation (notamment en ce qui concerne l'étymologie) ; un désintérêt vis-à-vis du travail philologique, en particulier la recherche d'occurrences anciennes des toponymes dans les sources historiques, qu'il voit comme une tâche documentaire ne relevant pas du travail linguistique et toponymique ; une primauté accordée à la recherche de l'origine des noms plutôt qu'au retracement de leur évolution ; et un « attrait des lointains » conduisant à analyser les toponymes préférentiellement à l'aune des racines anciennes (gallo-romaines, gauloises et, mieux encore, pré-indo-européennes) au détriment des éléments plus récents.
En 2008, selon l'universitaire Xavier Gouvert, les erreurs de Dauzat sont imputables à des présupposés non scientifiques qui relèvent de l’acte de foi. L’aventure « pré-indo-européenne » de Dauzat toucherait à l’ésotérisme et à la linguistique-fiction. Gouvert pense que la toponymie de Dauzat n'a pas atteint un stade scientifique fondé sur le rejet de la croyance et du dogmatisme et sur l’argumentation déductive et le rationalisme cartésien. Cependant, il n'adresse pas cette critique nommément à Dauzat mais collectivement.
En 2009, l'universitaire Agnès Graceffa pense que la démarche toponymiste de Dauzat aurait pu procéder d’une lecture ethnique qui tente d’affilier un substantif ou une terminaison à une souche de population.
En 2010, l'universitaire Éva Buchi note deux faiblesses lorsque Dauzat donne le latin comme origine étymologique d'un nom, les étapes successives depuis l'origine du nom ne sont pas fournies et « latin » manque de précision (classique, médiéval, vulgaire etc.). Dauzat ignorerait le concept de proto-roman (langue reconstituée à partir de l'ensemble des langues romanes), d'où l’arbitraire de ses formulations étymologiques.
En 2013, l'universitaire Jean-Claude Chevalier qualifie Dauzat de dialectologue et de vulgarisateur se disant linguiste et dont le travail de vulgarisation s'adresserait aux enseignants et aux sociétés savantes.

## Œuvres
- 1897 : Études linguistiques sur la Basse-Auvergne : Phonétique historique du patois de Vinzelles (Puy-de-Dôme) (avec une préface du philologue Antoine Thomas), éditions F. Alcan, coll. « Université de Paris. Bibliothèque de la Faculté des lettres » no 4, Paris, 1897, XII-175 p., (BNF 30304045).
- 1899 : Du rôle des chambres en matière de traités internationaux. Thèse pour le doctorat présentée et soutenue le 15 juin 1899, F. Alcan, 1899.
- 1900 : Études linguistiques sur la Basse Auvergne. Morphologie du patois de Vinzelles, éditions E. Bouillon, coll. « Bibliothèque de l’École des hautes études. Sciences philologiques et historiques » no 126, Paris, 1900, 307 p., (BNF 30304044).
- 1900 : La Suisse illustrée.
- 1901 : Hors la loi, éditions de la Société anonyme des publications scientifiques et industrielles, Paris, 1901, 263 p., (BNF 30304046).
- 1906 : Études linguistiques sur la Basse-Auvergne. Géographie phonétique d’une région de la Basse-Auvergne, éditions H. Champion, Paris, 1906, 98 p. et 8 cartes, (BNF 30304043).
- 1906 : Essai de méthodologie linguistique dans le domaine des langues et des patois romans : Thèse pour le doctorat ès-lettres présentée à la Faculté des lettres de l’Université de Paris, éditions H. Champion, Paris, 1906, VIII-295 p., (BNF 31997998).
- 1909 : L’Italie nouvelle : Nord et Midi, la religion, problèmes d’art, la société et la vie, la langue, l’instruction primaire, politique et socialisme, E. Fasquelle, 1909.
- 1910 : La Vie du langage, Librairie Armand Colin, Paris, 1910.
- 1911 : Pour qu’on voyage : essai sur l’art de bien voyager, éditions E. Privat, coll. « Bibliothèque des parents et des maîtres » no 7, Paris, 1911, 363 p., (BNF 31998038).
- 1912 : La Défense de la langue française : la crise de la culture française, l’argot, la politesse du langage, la langue internationale, Librairie Armand Colin, Paris, 1912, XII-311 p., (BNF 37480048).
- 1912 : L’Espagne telle qu’elle est, éditions F. Juven, Paris, 1912, 334 p., (BNF 31997995).
- 1912 : La philosophie du langage, Flammarion, coll. « Bibliothèque de philosophie scientifique », Paris, 1912.
- 1914 : Essais de géographie linguistique, E. Champion, 1914.
- 1914 : L’Expansion italienne : l’émigration, la conquête de Tripoli, la régénération intérieure, politique orientale, France et Italie, éditions E. Fasquelle, Paris, 1914, 294 p., (BNF 31998011).
- 1915 : Études linguistiques sur la Basse-Auvergne. Glossaire étymologique du patois de Vinzelles, éditions de la Société des langues romanes, Montpellier, 1915, 289 p., (BNF 31998009).
- 1915 : Le Français et l’anglais langues internationales, éditions Larousse, Paris, 1915, 44 p., (BNF 31998012).
- 1916 : Impressions et choses vues : juillet-décembre 1914, éditions Attinger, Neuchâtel, 1916, 270 p., (BNF 34043121).
- 1917 : Les Argots de métiers franco-provençaux, éditions H. Champion, coll. « Bibliothèque de l’École des hautes études. Sciences historiques et philologiques » no 223, Paris, 1917, VII-268 p., (BNF 31997979). — Réédition en fac-similé : éditions Slatkine (Genève) et H. Champion (Paris), 1976, II-268 p., [pas d’ISBN], (BNF 34695434).
- 1918-1925 : Légendes, prophéties et superstitions de la guerre, la Renaissance du livre, 1918-1925.
- 1918-2007 : L’Argot de la guerre, d’après une enquête auprès des officiers et soldats, Librairie Armand Colin, Paris, 1918, 295 p., (BNF 31997976). — Réédition : Librairie Armand Colin, Paris, 2007, 277 p.,  (ISBN 978-2-200-34772-7), (BNF 41112696).
- 1921 : Essai de géographie linguistique. Noms d’animaux, Édouard Champion, 1921.
- 1922 : La Géographie linguistique. Première édition : éditions Ernest Flammarion, coll. « Bibliothèque de culture générale », Paris, 1922, 200 p., (BNF 31998015).
- 1922 : Un mois dans les Alpes. De Genève à Nice, Librairie Hachette, Paris, 1922.
- 1925 : Les noms de personne : origine et évolution, prénoms, noms de famille ,surnoms et pseudonymes, Librairie Delagrave, Paris, 1925.
- 1926 : Les Noms de lieux : origine et évolution, villes et villages, pays, cours d’eau, montagnes, lieux-dits, Librairie Delagrave, Paris, 1926.
- 1927 : Les Patois : Évolution - Classification - Étude Avec 7 cartes, Librairie Delagrave, Paris, 1927.
- 1928 : Les Argots : caractères, évolution, influence, Librairie Delagrave, coll. « Bibliothèque des chercheurs et des curieux », Paris, 1928, 189 p., (BNF 31997978).
- 1930 : Histoire de la langue française, éditions Payot, coll. « Bibliothèque scientifique », Paris, 1930, 588 p., (BNF 31998021).
- 1936 : Poèmes de la douleur et du souvenir (avec une préface de Georges Lecomte), éditions Le Livre et l’image, Paris, 1936, 164 p., (BNF 31998032).
- 1937 : Éphémérides 1914-1915, R. Debresse, 1937.
- 1938 : L’Autriche, Arthaud, 1938.
- 1938 : Dictionnaire étymologique de la langue française, Larousse, 1938.
- 1939 : Tableau de la langue française. Origines, évolution, structure actuelle, Payot, 1939.
- 1940 : Un projet de réforme orthographique, avec Jacques Damourette, Bibliothèque du Français Moderne, 1940, 31 pages
- 1941 : Le Village et le paysan de France, Gallimard, 1941.
- 1942 : Le Génie de la langue française. Première édition : éditions Payot, coll. « Bibliothèque scientifique », Paris, 1942, 359 p., (BNF 31998013).
- 1943 : La géographie linguistique, Flammarion, coll. « Bibliothèque de philosophie scientifique », Paris, 1943.
- 1943 : La valeur de la connaissance positive, Flammarion, coll. « Bibliothèque de philosophie scientifique », Paris, 1943.
- 1944 : Les étapes de la langue française, Presses universitaires de France, coll. « Que sais-je ? » no 167, Paris, 1944, 134 p., (BNF 31998003).
- 1946 : Voyage à travers les mots, Bourrelier, 1946.
- 1946 : La Vie rurale en France des origines à nos jours, Presses universitaires de France, 1946.
- 1947 : Grammaire raisonnée de la langue française. Première édition : éditions I.A.C., coll. « Les Langues du monde », série « grammaire, philologie, Littérature » vol. I, Lyon, 1947, 466 p., (BNF 31998017).
- 1949 : Précis d'histoire de la langue et du vocabulaire, Larousse.
- 1950 : Phonétique et grammaire historiques de la langue française, Larousse, 1950, 305 p.
- 1951-1984 : Dictionnaire étymologique des noms de famille et prénoms de France, Larousse, 1951 (réédition, revue et augmentée par Marie-Thérèse Morlet en 1984  (ISBN 2-03340-207-X)).
- 1954 : Le Guide du bon usage, les mots, les formes grammaticales, la syntaxe, éditions Delagrave, coll. « Bibliothèque des chercheurs et des curieux », Paris, 1954, 224 p., (BNF 31998020).
- [Dauzat & Rostaing 1963] Albert Dauzat (publication posthume) et Charles Rostaing, Dictionnaire étymologique des noms de lieux en France, éd. Larousse, 1963 (réimpr. 1978 (Guénégaud, (BNF 37370106)), 1984, 1989), 738 p. (OCLC 299732199, BNF 33159244).

## Distinctions et hommages
- 1925 : prix Montyon de l’Académie française
- 1926 : prix d’Académie de l’Académie française
- 1931 : prix Saintour de l’Académie française
- 1939 : prix de la langue-française de l’Académie française
- 1941 : prix Bordin de l’Académie française
- 1943 : prix Durchon-Louvet de l’Académie française
- 1947 : prix Marcelin Guérin de l'Académie française
- 1951 : prix Gustave-Le-Métais-Larivière de l'Académie française, pour l'ensemble de son œuvre[24].

## Pour approfondir